# Пано Полемидия
Па̀но Полемѝдия (на гръцки: Πάνω Πολεμίδια) е село в Кипър, окръг Лимасол. Според статистическата служба на Република Кипър през 2001 г. селото има 3741 жители.